# Metro de Yakarta
El Metro de Yakarta, (Indonesio: Moda Raya Terpadu Jakarta) o Jakarta MRT es un sistema de tránsito rápido en Yakarta, capital de Indonesia, cuya aérea metropolitana supera los 25 millones de habitantes. El tren es llamado coloquialmente Ratangga, que significa carro de guerra en el antiguo idioma javanés. El MRT de Yakarta es el primer sistema de metro o ferrocarril subterráneo en Indonesia.
El sistema es operado por PT MRT Jakarta, una corporación municipal de Yakarta. La fase 1 del proyecto (Lebak Bulus a Bundaran HI) se inauguró oficialmente el 24 de marzo de 2019. Opera 285 viajes diarios desde las 5 AM hasta la medianoche, con 5 minutos de frecuencia.

## Red actual

### Líneas
El Metro de Hanói cuenta con una línea operacional y otra en construcción:
| Fase | Fase | Terminales                | Apertura            | Longitud         | Estaciones | Tipo        |
| ---- | ---- | ------------------------- | ------------------- | ---------------- | ---------- | ----------- |
|      | 1    | Bundaran HI - Lebak Bulus | 24 de marzo de 2019 | 15,7 km (9,8 mi) | 13         | Tren Urbano |

| Fase | Fase | Terminales         | Apertura prevista | Longitud        | Estaciones | Tipo        |
| ---- | ---- | ------------------ | ----------------- | --------------- | ---------- | ----------- |
|      | 2A   | Bundaran HI - Kota | 2027              | 5,8 km (3,6 mi) | 7          | Tren Urbano |
|      | 2B   | Kota - Ancol Barat | TBA               | 5,2 km (3,2 mi) | 3          | Tren Urbano |